# Contea di Hamblen
La contea di Hamblen in inglese Hamblen County è una contea dello Stato del Tennessee, negli Stati Uniti. La popolazione al censimento del 2000 era di 58 128 abitanti. Il capoluogo di contea è Morristown.